# 트리반테이 로즈
트리반테이 네모어 로즈(영어: Trevante Nemour Rhodes, 1990년 2월 10일 ~ )는 미국의 배우이자 전 육상 선수이다. 아카데미 작품상 후보작 《문라이트》(2016)의 주인공 샤이론 역으로 출연해 명성을 얻었다.

## 출연 작품
- 12 솔져스 - 벤 마일로 역
- 더 프레데터
- 버드 박스